# Писарев, Леонид Иванович
Леонид Иванович Писарев (4 июня 1865, Нижегородская губерния — не ранее 1920) — российский историк, доктор церковной истории, профессор Казанской духовной академии, переводчик.

## Биография
Родился в семье священника.
Окончил Нижегородскую духовную семинарию (1886) и Казанскую духовную академию со степенью кандидата богословия, профессорский стипендиат (1890).
Преподаватель латинского языка в Казанской духовной семинарии (1891).
Магистр богословия, доцент по кафедре патрологии Казанской духовной академии (1895), надворный советник (1896).
Редактор перевода на русский язык святоотеческих творений III века (1897), преподаватель русского языка и словесности в Казанском юнкерском училище (1897–1900).
Экстраординарный (1899) и ординарный (1915) профессор по первой кафедре патрологии Казанской духовной академии, коллежский советник (1900), статский советник (1904).
Редактор журналов «Православный собеседник» и «Церковно-общественная жизнь» (1904–1907).
Гласный Казанской городской думы (1908–1918), член Училищной комиссии.
Преподаватель латинского языка в мужской гимназии (1911), председатель хозяйственно-строительного комитета при Казанской духовной академии, доктор церковной истории (1915).
В 1917—1918 годах член Поместного Собора Православной Российской Церкви по избранию как мирянин от Казанской епархии, участвовал в 1–2-й сессиях, член I, II, V, VI, XI, XII, XVI, XVII, XX отделов.
С декабря 1917 года заместитель членов Высшего Церковного Совета.
В сентябре 1918 года уехал из Казани, участник Сибирского соборного церковного совещания, член Высшего Временного Церковного Управления Сибири.
В 1919 года товарищ главноуправляющего по делам вероисповеданий Российского правительства в Омске, редактор журнала «Сибирский благовестник», в ноябре эвакуировался в Иркутск.
В январе 1920 года арестован советскими властями и ввиду начавшегося в тюрьме психического расстройства помещён в психиатрическую лечебницу.

## Награды
- Орден Святого Станислава 3-й степени (1897).
- Орден Святого Станислава 2-й степени (1912) степени.
- Орден Святой Анны 3-й степени (1903).

## Семья
Обвенчан с Марией Ивановной Гранской (1891), дети: Галина, Нина, Григорий, Анна, Мария, Ольга, Леонид.

## Сочинения
- Учение Блаженного Августина, епископа Иппонского, о человеке в его отношении к Богу. Архивная копия от 14 июля 2021 на Wayback Machine Казань, 1894.
- Святой Ипполит, епископ римский. Очерк его жизни и литературной деятельности. Казань, 1898.
- По поводу антикритики г. Лопухина // Православный собеседник. 1901. Ч. 1. С. 231–252, 820–828.
- Авторитет Августина, епископа Иппонского, в области христианского богословия по суду древних христианских писателей. Архивная копия от 14 июля 2021 на Wayback Machine Казань, 1903.
- Христианское девство по воззрениям древних христианских писателей. Казань, 1903.
- Брак и девство при свете древнехристианской святоотеческой письменности. Казань, 1904.
- Иероним Блаженный; Иустин Мученик; Каноны церковные св. апостолов; Кассиодор; Кесарий; Киприан; Кирилл Александрийский; Климент; Кодрат // Православная богословская энциклопедия. Т. 6–12.
- По поводу объявления полной веротерпимости 17 апреля; Кому быть на «всецерковном» русском Соборе?// Православный собеседник. 1905. С. 167–168, 360.
- О реформе духовных академий // Церковно-общественная жизнь. 1905. № 1.
- Об академическом образовании; К вопросу о Всероссийском Церковном Соборе; Протоиерей Александр Поликарпович Владимирский; Из академической жизни // Церковно-общественная жизнь. 1906. № 3–4, 16/17, 20, 23, 36, 39, 51.
- Св. Иоанн Златоуст как учитель жизни Архивная копия от 14 июля 2021 на Wayback Machine // Православный собеседник. 1907. Ч. 2. С. 864–827.
- По церковно-общественным вопросам. Архивная копия от 14 июля 2021 на Wayback Machine Казань, 1906.
- Св. Иоанн Златоуст и его время. Казань, 1907.
- Доклад в Училищную комиссию. Казань, 1911.
- Иудействующие еретики первохристианской эпохи; Древнехристианские гностические секты; Учение мужей апостольских // Православный собеседник. 1914. № 1, 3, 6–8, 10, 12; 1915. № 1–2.
- К вопросу о Казанской бухте. Казань, 1915 (2-е изд.).
- Очерки из истории христианского вероучения патристического периода. Архивная копия от 14 июля 2021 на Wayback Machine Казань, 1915 (СПб., 2009).
- Восстановление Патриаршества на Руси // Известия по Казанской епархии. 1917. № 36/37.
- Сыновье приветствие Его Святейшеству Всероссийскому Патриарху от церковной Казани // Известия по Казанской епархии. 1918. № 11/12.
- Русская Церковь прежде и теперь // Русская армия. 1919. 30 октября.

## Переводы
- Творения св. Дионисия Великого, епископа Александрийского. Казань, 1900.
- Творения св. Амвросия, епископа Медиоланского, по вопросу о девстве и браке. Казань, 1901.
- Преподобного Марка Пустынника слово «Против несториан». Казань, 1901.
- Амвросий Медиоланский. Об обязанностях священнослужителей. Казань, 1908.
- Против Цельса. Апология христианства Оригена, учителя александрийского, в восьми книгах. Ч. 1. Кн. 1–4 / Пер. с введением и прим. Казань, 1912.